# Periochi Legrenon - Nisida Patroklou
Periochi Legrenon - Nisida Patroklou este o arie protejată (arie de protecție specială avifaunistică — SPA) din Grecia întinsă pe o suprafață de 2.119,83 ha, integral pe uscat.

## Localizare
Centrul sitului Periochi Legrenon - Nisida Patroklou este situat la coordonatele 37°41′20″N 23°58′09″E / 37.688955°N 23.969132°E.

## Înființare
Situl Periochi Legrenon - Nisida Patroklou a fost declarat arie de protecție specială avifaunistică în octombrie 2002 pentru a proteja 22 de specii de animale.

## Biodiversitate
Situată în ecoregiunea mediteraneană, aria protejată nu include niciun habitat protejat.
La baza desemnării sitului se află mai multe specii protejate de  păsări (22): uliu cu picioare scurte (Accipiter brevipes), ciocârlie-de-câmp (Alauda arvensis), fâsă-de-câmp (Anthus campestris), lăstunul mare (Apus apus), pasărea ogorului (Burhinus oedicnemus), șorecarul comun (Buteo buteo), șerpar (Circaetus gallicus), erete vânăt (Circus cyaneus), prepeliță (Coturnix coturnix), lăstun de casă (Delichon urbicum), egretă mică (Egretta garzetta), Emberiza caesia, Falco eleonorae, șoim călător (Falco peregrinus), muscar-gulerat (Ficedula albicollis), rândunică (Hirundo rustica), sfrâncioc roșiatic (Lanius collurio), pescăruș râzător (Larus ridibundus), ciocârlie de pădure (Lullula arborea), turturică (Streptopelia turtur), Sylvia ruppeli, Tachymarptis melba